# Hemeroblemma bigutta
Hemeroblemma bigutta là một loài bướm đêm trong họ Erebidae.